# Roland Bialek
Roland Bialek (* 27. Januar 1962) ist ein Schweizer Politiker (EVP). 
Roland Bialek war Präsident der kantonalen EVP, Mitglied im Zentralvorstand der Partei und von 1990 bis 2012 Mitglied des Grossen Rats des Kantons Aargau. Bei den Schweizer Parlamentswahlen 2011 kandidiert er für den National- und Ständerat.
Bialek ist diplomierter Chemiker (ETH) und wurde 1992 an der ETH Zürich zum Dr. der Naturwissenschaften promoviert.
Er wohnt in Buchs, ist verheiratet und Vater eines Kindes.